# Бьюэлл, Дон Карлос
Дон Карлос Бьюэлл (англ. Don Carlos Buell, 23 марта 1818, Лоуэлл, Огайо — 19 ноября 1898, Рокпорт, Кентукки) — генерал США, участвовавший в войнах против индейцев-семинолов, против Мексики, а также в Гражданской войне 1861—1865.
Был одним из организаторов Потомакской армии, в которой возглавил одну из дивизий. Во время войны получил печальную известность своим пренебрежением к приказам вышестоящих. Это создало почву для слухов о его сочувствии к южанам, для чего было как минимум два основания: 1) Бьюэлл был одним из немногих военных в армии Севера, кто имел во владении рабов; 2) Бьюэлл нередко высказывался с сочувствием о южанах.
7 апреля 1862 г. Бьюэлл сыграл решающую роль в сражении при Шайло.
В результате конфликта в 1862 с полковником Джоном Турчиным (Бьюэлл сдерживал активные действия последнего против южан) последний был повышен в звании до бригадного генерала, а репутация Бьюэлла серьёзно пострадала. Тем не менее, некоторое время Бьюэлл сохранял за собой должность, не в последнюю очередь благодаря железной дисциплине, которую он поддерживал в своих войсках, чем снискал уважение других генералов. 24 октября 1862 был отстранён от командования дивизией; ему предложили иную должность, но Бьюэлл отказался. В 1864 ушёл в отставку.
С 1885 по 1889 — правительственный пенсионный агент.

## О нём
- Eicher, John H., and Eicher, David J., Civil War High Commands, Stanford University Press, 2001, ISBN 0-8047-3641-3.
- Grant, Ulysses S., Personal Memoirs of U. S. Grant Архивировано 20 июня 2013 года., Charles L. Webster & Company, 1885—86, ISBN 0-914427-67-9.
- Engle, Stephen Douglas Engle, Don Carlos Buell: Most Promising of All, University of North Carolina Press, 1999, ISBN 0-8078-2512-3.